# Eualcides
Eualcides o Eualkides fue un strategos eretrio que fue asesinado durante la batalla de Éfeso en 498 a. C.
Al parecer tuvo un hijo llamado Smikylion.
Compitió en los Juegos Olímpicos. El poeta Simónides de Ceos compuso una oda para celebrar sus éxitos